# Tagmersheim
Tagmersheim là một đô thị ở huyện Donau-Ries trong bang Bayern nước Đức. Đô thị Tagmersheim có diện tích 15,95 km².